# Nisídes Strofádes
Nisídes Strofádes är öar i Grekland.   De ligger i prefekturen Nomós Zakýnthou och regionen Joniska öarna, i den södra delen av landet, 250 km väster om huvudstaden Aten. Arean är 1,4 kvadratkilometer. 